# Zygmunt Fok
Zygmunt Fok (ur. 2 maja 1928 w Przemyślu, zm. 25 września 2015 w Milanówku) – polski aktor teatralny, filmowy i telewizyjny.

## Życiorys
Oficjalnie zadebiutował 25 maja 1956 na deskach Teatru Ziemi Lubuskiej w Zielonej Górze jako Giacomo w spektaklu Huzarzy Pierre-Aristide Bréala w reż. Zbigniewa Koczanowicza, choć już 11 września 1953 wystąpił na tej samej scenie w sztuce Nowe szaty króla Aleksandra Maliszewskiego na motywach bajki Hansa Christiana Andersena w reż. Stanisława Cegielskiego. W 1963 zdał aktorski egzamin eksternistyczny.
Występował na scenach Teatru Ziemi Lubuskiej w Zielonej Górze (1956–1961), Teatru im. Juliusza Osterwy w Lublinie (1961–1967), Teatru im. Wojciecha Bogusławskiego w Kaliszu (1967–1974), Teatru Żydowskiego im. Estery Racheli Kamińskiej (1974–1976) oraz Teatru Narodowego w Warszawie (1976–1989).
Występował również w Teatrze Telewizji, m.in. w spektaklach: Zaczarowane koło Lucjana Rydla w reż. Kazimierza Brauna (1964), Noce i dnie Marii Dąbrowskiej w reż. Izabelli Cywińskiej (1971), Eryk XIV Augusta Strindberga w reż. Macieja Prusa (1972) oraz w Płaszczu Nikołaja Gogola (1973) i Śmierci Tarełkina Aleksandra Suchowo-Kobylina (1973) w reż. Izabelli Cywińskiej, a także w przedstawieniu Tym razem żegnaj na zawsze Barbary Borys-Damięckiej w reż. autorki jako prezes sądu (1988).

## Filmografia (wybór)
- Podróż za jeden uśmiech (1972)
- 40-latek (serial telewizyjny) (1977) – profesor Zuber, kardiolog (odc. 21. Smuga cienia czyli pierwsze poważne ostrzeżenie)
- Polskie drogi (serial telewizyjny) (1977) – Niemiec współpracujący z AK (odc. 9. Do broni)
- 07 zgłoś się (serial telewizyjny) (1978–1984):

● odc. 5. 24 godziny śledztwa (1978) – Waldemar "Edzio" Poczesny, właściciel szklarni,
● odc. 11. Wagon pocztowy (1981) – zawiadowca stacji,
● odc. 14. Hieny (1981) – prywaciarz Wrzosek,
● odc. 16. Ślad rękawiczki (1984) – sierżant Jachucki przynoszący por. Sławomirowi Borewiczowi koszyk z psem
- Prom do Szwecji (1979) – wspólnik Gerbera w Surołazach
- Dom (serial telewizyjny) (1980–2000):

● odc. 3. Warkocze naszych dziewcząt będą białe (1980) – Józef Oliński, ogrodnik przechowujący majdan "Drukarza",
● odc. 12. Kto dziś umie tak kochać (1987) – mężczyzna na losowaniu nagród rzeczowych PKO,
● odc. 16. Przed miłością nie uciekniesz (1996) – strażnik w teatrze
- Dzień Wisły (1980) – żołnierz niemiecki
- Tylko Kaśka (serial telewizyjny) (1980) – woźny w szkole (odc. 1. Groźba, odc. 2. Polowanie na Andrzeja i odc. 4. Co się dzieje z Marcinem?)
- Bołdyn (1981) – tajniak gestapo
- Spotkanie sił (Sreszta na silite) (1982) – graf Ignatiev
- Szaleństwa panny Ewy (serial telewizyjny) (1983) – mężczyzna na bazarze (odc. 1. Pieskie życie)
- Kim jest ten człowiek (1984) – niemiecki przemysłowiec na zdjęciu pokazywanym Iwińskiemu przez Stanisława
- Przybłęda (serial telewizyjny) (1984)
- Umarłem, aby żyć (1984) – dozorca
- C.K. Dezerterzy (1985) – wachmistrz w pociągu
- Mrzonka (1985) – boy hotelowy w "Victorii"
- Rośliny trujące (1985) – czytelnik
- Siekierezada (1985) – Tomala
- Jedenaste przykazanie (1987) – malarz wygódki
- Rzeka kłamstwa (serial telewizyjny) (1987) – urzędnik carski w Karpinie (odc. 6.)
- Wielki Wóz (1987) – chłp
- Akwen Eldorado (1988) – pracownik PGR-u
- Czarodziej z Harlemu (1988) – gospodarz w bloku Moniki, ojciec panny młodej
- Dekalog III (1988)
- Generał Berling (1988) – major Woronow
- Obywatel Piszczyk (1988) – Cezary, ojciec Piszczyka
- Odbicia (serial telewizyjny) (1989) – chłop podwożący Andrzeja wozem (odc. 6.)
- Sceny nocne (1989)
- Kapitan Conrad (1990)
- Kuchnia polska (1991) – portier w szpitalu
- Kuchnia polska (serial) (1991) – portier w szpitalu
- Niech żyje miłość (1991) – kierownik budowy kościoła
- 40-latek. 20 lat później (serial telewizyjny) (1993) – Szewczyk, technik na budowie mostu (odc. 12. Nagłe zawirowanie czyli most)
- Mięso (Ironica) (1993) – 2. role: generallissimus i biskup
- Nowe przygody Arsena Lupin (Les Nouveaux Exploits d'Arsene Lupin) (1993) – mężczyzna w autobusie
- Sukces (serial telewizyjny) (1995) – Pyrka, polonijny biznesmen
- Pierwszy milion (serial telewizyjny) (1999) – dziadek
- Plebania (serial telewizyjny) (2001) – Stach, kościelny księdza Mundka (odc. 45.)
- Kryminalni (serial telewizyjny) (2004) – dozorca parkingu (odc. 1. Okularnik
- Rodzinka (serial telewizyjny) (2004) – ksiądz (odc. 16. Zabójcza perswazja)
- I kto tu rządzi? (serial telewizyjny) (2007) – Stasiek Walczak (odc. 24. Święta z Walczakami)

## Odznaczenia i nagrody
- Krzyż Kawalerski Orderu Odrodzenia Polski (1979)
- Srebrny Krzyż Zasługi (1956)
- Złota Odznaka "Za zasługi dla Warszawy" (1978)